# Districtul Jing'an
Jing'an (静安 în chineză, Jìng'ān în pinyin) este un district central în Shanghai, Republica Populară Chineză. Un număr semnificativ de expatriați și investitori străini trăiește în Jing'an, districtul având numeroase vile luxoase și fiind unul dintre centrele de afaceri cele mai importante din Shanghai.